# Simone (football)
Pour les articles homonymes, voir Simone.
Simone Gomes Jatobá, plus communément appelée Simone, est une footballeuse brésilienne, née le 10 février 1981 à Maringá au Brésil, ayant évolué au poste de milieu de terrain défensive ou de défenseure latérale. Elle a également joué pour l'Équipe du Brésil.
Simone compte 57 sélections et quatre buts avec le Brésil. Sa première sélection a eu lieu en 2002 et sa dernière à ce jour le 21 août 2008, lors d'une défaite face aux États-Unis (0-1). Après 6 ans d'absence en sélection, elle est rappelée par le technicien brésilien Vadão en novembre 2014 pour une confrontation face à l’Équipe de France.

## Biographie
Lors de la saison 2018-2019, elle est déléguée club de l'UNFP au sein du FC Metz.

## Carrière
- 2004-2005 :  Rayo Vallecano
- 2005-2010 :  Olympique lyonnais
- 2010-2012 :  Novo Mundo FC
- 2012-2013 :  FC Energiya Voronej
- 2014-2019 :  FC Metz

## Statistiques
| Saison                | Club                  | Championnat           | Championnat | Championnat | Coupe(s) nationale(s) | Coupe(s) nationale(s) | Compétition(s) continentale(s) | Compétition(s) continentale(s) | Compétition(s) continentale(s) | Total | Total |
| Saison                | Club                  | Division              | M.          | B.          | M.                    | B.                    | Comp.                          | M.                             | B.                             | M.    | B.    |
| 2005-2006             | Olympique lyonnais    | D1                    | 13          | 1           | 1                     | 0                     | -                              | -                              | -                              | 14    | 1     |
| 2006-2007             | Olympique lyonnais    | D1                    | 12          | 1           | 1                     | 0                     | -                              | -                              | -                              | 13    | 1     |
| 2007-2008             | Olympique lyonnais    | D1                    | 13          | 1           | 4                     | 0                     | UWC                            | 10                             | 1                              | 27    | 2     |
| 2008-2009             | Olympique lyonnais    | D1                    | 11          | 1           | 3                     | 2                     | UWC                            | 6                              | 0                              | 20    | 3     |
| 2009-2010             | Olympique lyonnais    | D1                    | 12          | 1           | 1                     | 0                     | UWC                            | 5                              | 1                              | 18    | 2     |
| Sous-total            | Sous-total            | Sous-total            | 61          | 5           | 10                    | 2                     | -                              | 21                             | 2                              | 92    | 9     |
| 2011-2012             | FC Energiya Voronej   | D1                    | 9           | 3           | 0                     | 0                     | -                              | -                              | -                              | 9     | 3     |
| Sous-total            | Sous-total            | Sous-total            | 9           | 3           | 0                     | 0                     | -                              | -                              | -                              | 9     | 3     |
| 2014-2015             | FC Metz               | D1                    | 20          | 1           | 3                     | 0                     | -                              | -                              | -                              | 23    | 1     |
| 2015-2016             | FC Metz               | D2                    | 17          | 5           | 3                     | 2                     | -                              | -                              | -                              | 20    | 7     |
| 2016-2017             | FC Metz               | D1                    | 21          | 2           | 1                     | 0                     | -                              | -                              | -                              | 22    | 2     |
| 2017-2018             | FC Metz               | D2                    | 16          | 1           | 1                     | 0                     | -                              | -                              | -                              | 17    | 1     |
| Sous-total            | Sous-total            | Sous-total            | 74          | 9           | 8                     | 2                     | -                              | -                              | -                              | 82    | 11    |
| Total sur la carrière | Total sur la carrière | Total sur la carrière | 144         | 17          | 18                    | 4                     | -                              | 21                             | 2                              | 183   | 23    |

## Palmarès

### En club
Avec l'Olympique lyonnais
- Championnat de France (4) : 
  - Championne : 2007, 2008, 2009 et 2010

- Challenge de France féminin (1) : 
  - Vainqueur : 2008
  - Finaliste : 2007

- Ligue des champions (0) :
  - Finaliste : 2010
  - Demi-finaliste : 2008 et 2009

### En équipe nationale
Brésil
- finaliste de la coupe du monde 2007
- médaille d'argent au tournoi de football des Jeux olympiques d'été de 2008[3]